# Berberis chilensis
Berberis chilensis är en berberisväxtart som beskrevs av John Gillies. Berberis chilensis ingår i släktet berberisar, och familjen berberisväxter. Utöver nominatformen finns också underarten B. c. brachybotria.